# Francisco Cayulef
Francisco Cayulef Álvarez (Coyhaique, 22 de abril de 1986)es un deportista, estudiante y tenista en silla de ruedas chileno. Fue elegido Mejor Deportista de Chile en 2023.
En 2024 el Comité Paralímpico de Chile designó a Camila Campos (levantamiento de potencia) y Francisco Cayulef para portar la bandera de Chile, en los Juegos Paralímpicos de París 2024 .

## Vida
Francisco Cayulef nació sin piernas, en la ciudad de Coyhaique, y se fue a vivir a Melipilla cuando tenía tan sólo dos meses de vida.
Su rehabilitación fue una parte fundamental de su formación como deportista, formó parte de la Teletón donde estaba tratando de caminar con prótesis y allí, con la alta presencia del deporte, pudo descubrir esta pasión y asegura que fue lo que le dio más vida.Comenzó a practicar tenis a los quince años.  Es estudiante en la Universidad Ciencias de la Informática.
Es padres de dos hijos: Mariano y Facundo.

## Galardones
- 2023, Medalla de Oro, singles y dobles en Santiago.
- 2024, Campeón del mundo Turquía.